# Grand Hôtel Excelsior (Lido de Venise)

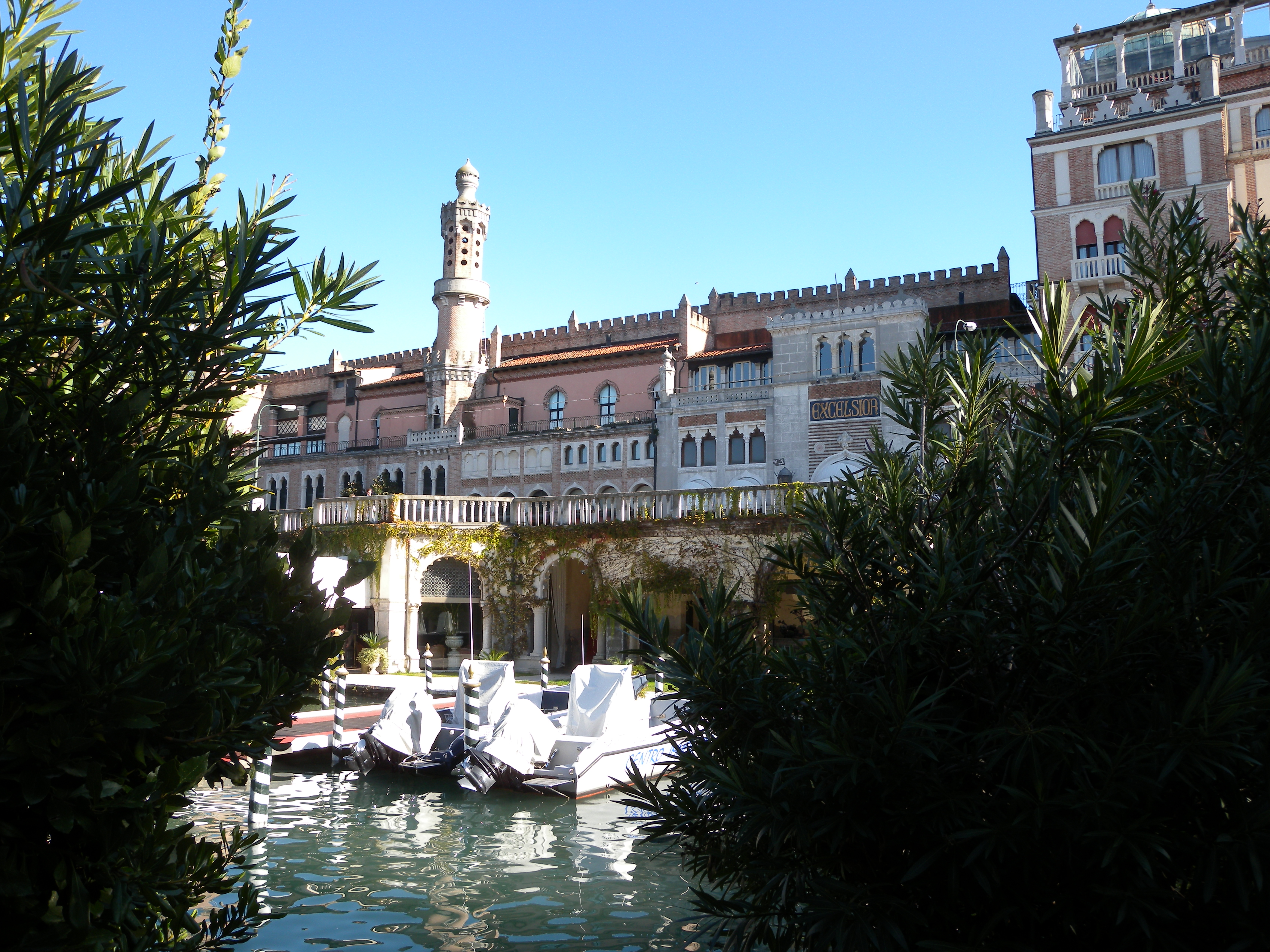
Face ouest de l'hôtel Excelsior.

Le Hotel Excelsior Venice est un hôtel de style oriental vénitien-byzantin du Lido de Venise, situé le long de la plage.

## Historique
L'hôtel est construit en 1907 par Giovanni Sardi pour la Compagnia Italiana Grandi Alberghi (CIGA) au Lungomare Guglielmo Marconi 7.
Il fut construit en seulement 17 mois grâce à l'obstination de son concepteur et homme d'affaires Nicolò Spada et inauguré le 21 juillet 1908 devant 3 000 invités arrivant du monde entier et plus de 30 000 vénitiens.
En juin 1914, on achève sur la terrasse au premier étage en style Louis XVI la Sala Stucchi. Dans les années 1930, la « Mostra del Cinema », festival international de cinéma, et l'ouverture du Casino de Venise, ajoutent de la valeur et du prestige à l’Excelsior. Le hall et les salons ne prendront leur aspect actuel qu'après les importantes Acqua alta de 1966, qui provoquent des dégâts considérables aux édifices et équipements balnéaires. La réalisation du Salon des Congrès, l’une des premières structures du genre dans un hôtel de luxe, est aussi déterminante.
Maintes célébrités ont été accueillies par l'hôtel, dont Barbara Hutton, les princes de Liège Paola et Albert II, Errol Flynn, le Duc de Windsor, Charles de Beistegui et Winston Churchill, sans oublier les stars du festival du cinéma.
En 1992, l’hôtel subit d’importants travaux de restauration. Les chambres qui donnaient auparavant sur la rue sont déplacées à l'intérieur du bâtiment et offrent désormais une vue sur la Cour Mauresque, superbe cour intérieure évoquant l'architecture mauresque des villes andalouses agrémenté de fontaines, de rigoles et de végétation.
En 1995, l'Hôtel Excelsior fait partie du groupe d'hôtel ITT Sheraton, avant de passer en 1998, sous le contrôle des Starwood et de faire partie de la marque Westin.

## Descriptif

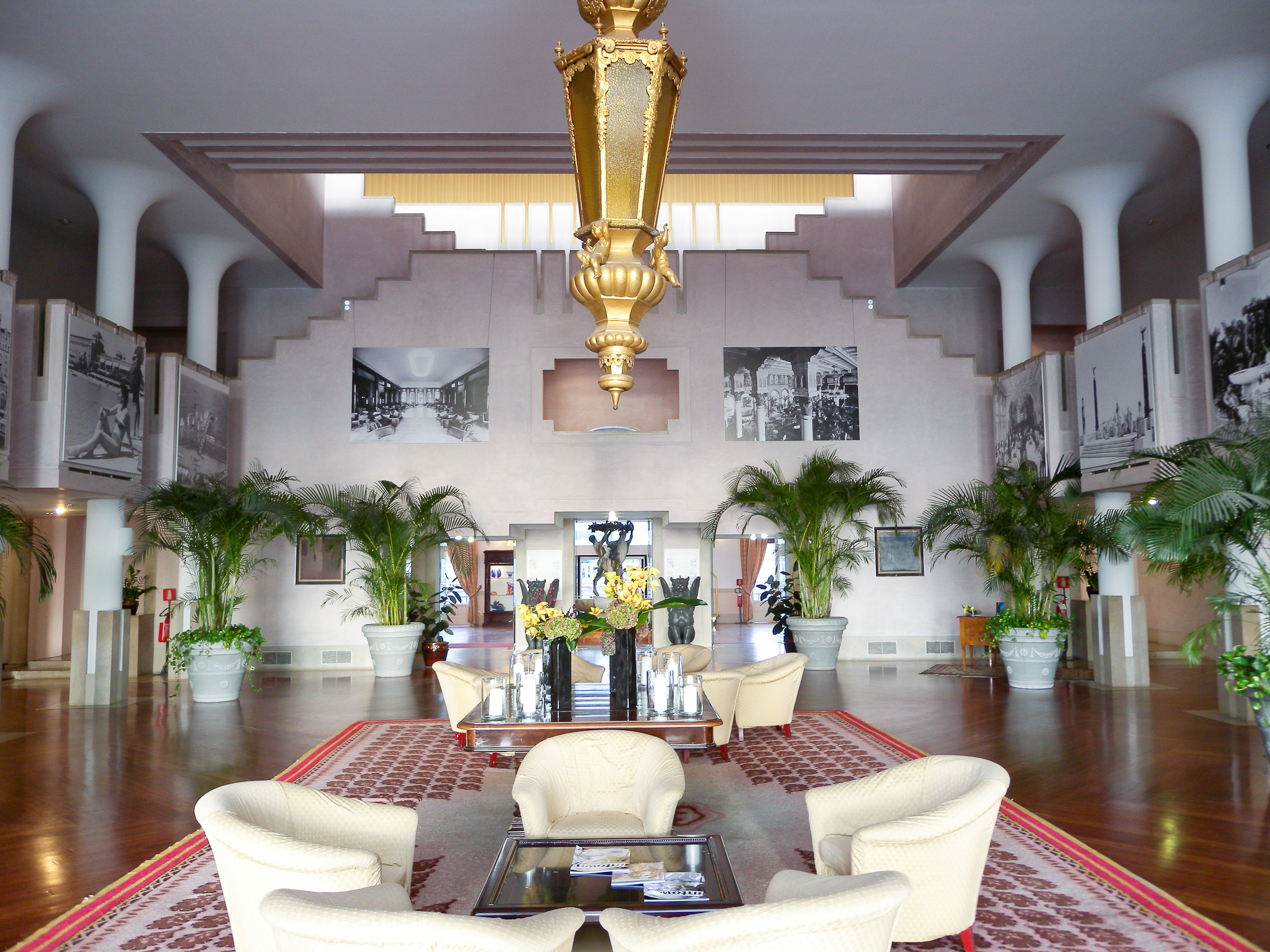
Intérieur de Hotel Excelsior Venice.

Ce bâtiment avec jardin est réparti sur 4 étages avec une hauteur de 12 m. Il occupe une superficie de 7,318 m2 et un volume de 87,816 m3. Le concepteur a préféré des formes médiévales et arabesque côtoyant d'autres styles par ailleurs. L'Hôtel est le résultat de l'interprétation orientale du style vénitien-byzantin, avec des murs extérieurs en briques à fenêtres et avec des dômes, des arches sous flexion, lotier, polylobés, mâchicoulis, des altani, des mosaïques à fond d'or, des tours. Les trois premiers étages comprennent dix-huit appartements et soixante ; les quatrième, cinquième et sixième étages comprennent cent vingt chambres ; le septième étage est dédié au personnel avec cinquante-quatre chambres ; au rez-de-chaussée se trouvent quarante-huit chambres. De nombreux artistes ont participé à la réalisation des décorations intérieures, tels Brosh, Carbonaro, Tarbulini, Castagnaro et Wolff, ainsi que le célèbre Bellotto, auteur de plusieurs portes en style Liberty au Lido, et qui a réalisé pour l'Excelsior les lustres, la porte du quai et deux fanaux à l'entrée.

## Source
- (de) Cet article est partiellement ou en totalité issu de l’article de Wikipédia en allemand intitulé « Hotel Excelsior Venice » (voir la liste des auteurs).
- Histoire de l'hôtel
- descriptif de l'immeuble